# قنبلة موجهة

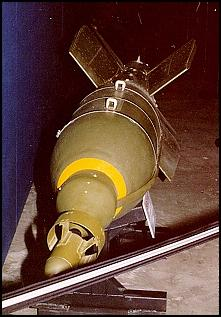
بولت-117، قنبلة موجهه بالليزر

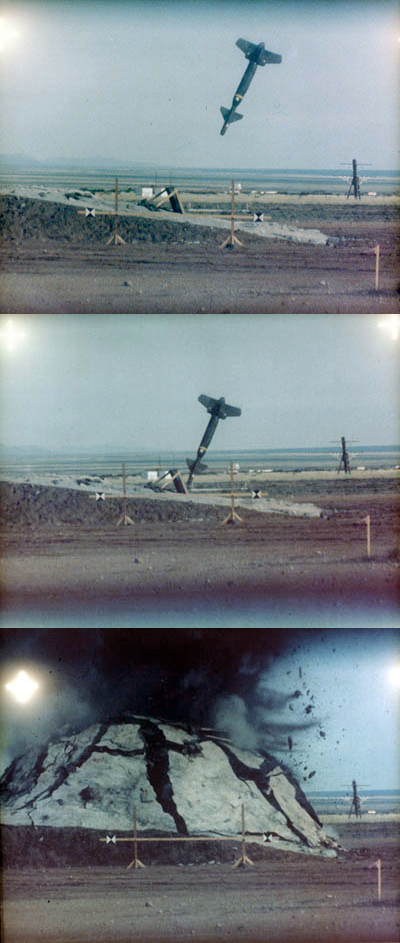
قنبلة موجهة بالليزر من نوع جي بي يو-24 تصيب هدفها.

القنبلة الموجهة (بالإنجليزية: Guided bomb)‏ أو القنبلة الذكية (بالإنجليزية: smart bomb)‏ أو وحدة قنبلة موجهة (بالإنجليزية: guided bomb unit)‏ (المعروفة أيضا اختصارا باسم جي بي يو (GBU) هي أحد أنواع الذخيرة الموجهة بدقة تهدف إلى تحقيق إصابة ذات قدر أكبر من الدقة.
القنابل الذكية هي أسلحة ذاتية التوجيه، مصممة بدقة لتزيد الضرر بالهدف. تم حديثاً إنتاج صواريخ ذكية متطورة يمكن نقلها وإطلاقها من شاحنة يطلق عليها اسم«صواريخ الصناديق» مزودة بباحث ليزري يتولى التعرف على الهدف كصاروخ موجه مما يزيد من دقة إصابتها الهدف المنشود مع إلحاق اضرار جسيمة، وبالتالي يمكن أن تحل هذه التقنية محل قذائف المدفعية الأبطأ والاقل دقة.

## أنواع الأسلحة الذكية
- الأسلحة الموجهة باللاسلكي.
- الأسلحة الموجهة بالليزر.
- الأسلحة الموجهة بالأقمار الصناعية.